# Abus sexuel ritualisé sataniste
 (août 2024).

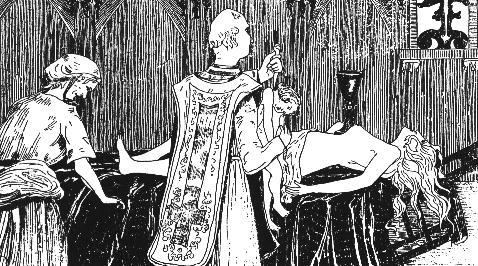
Messe Noire de Henry de Malvost, tiré du livre Le Satanisme et la Magie de Jules Bois sorti en 1903.

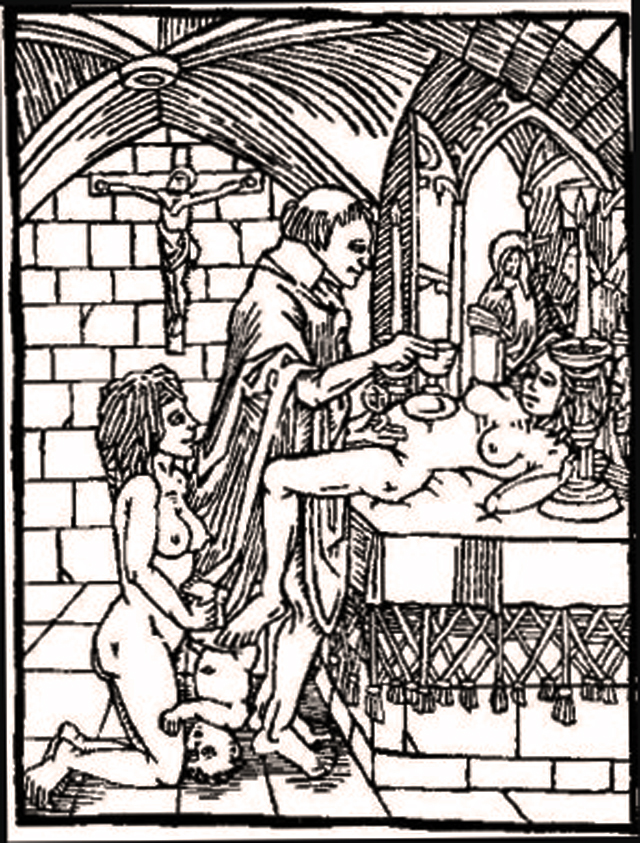
Gravure du 16e siècle représentant une messe noire

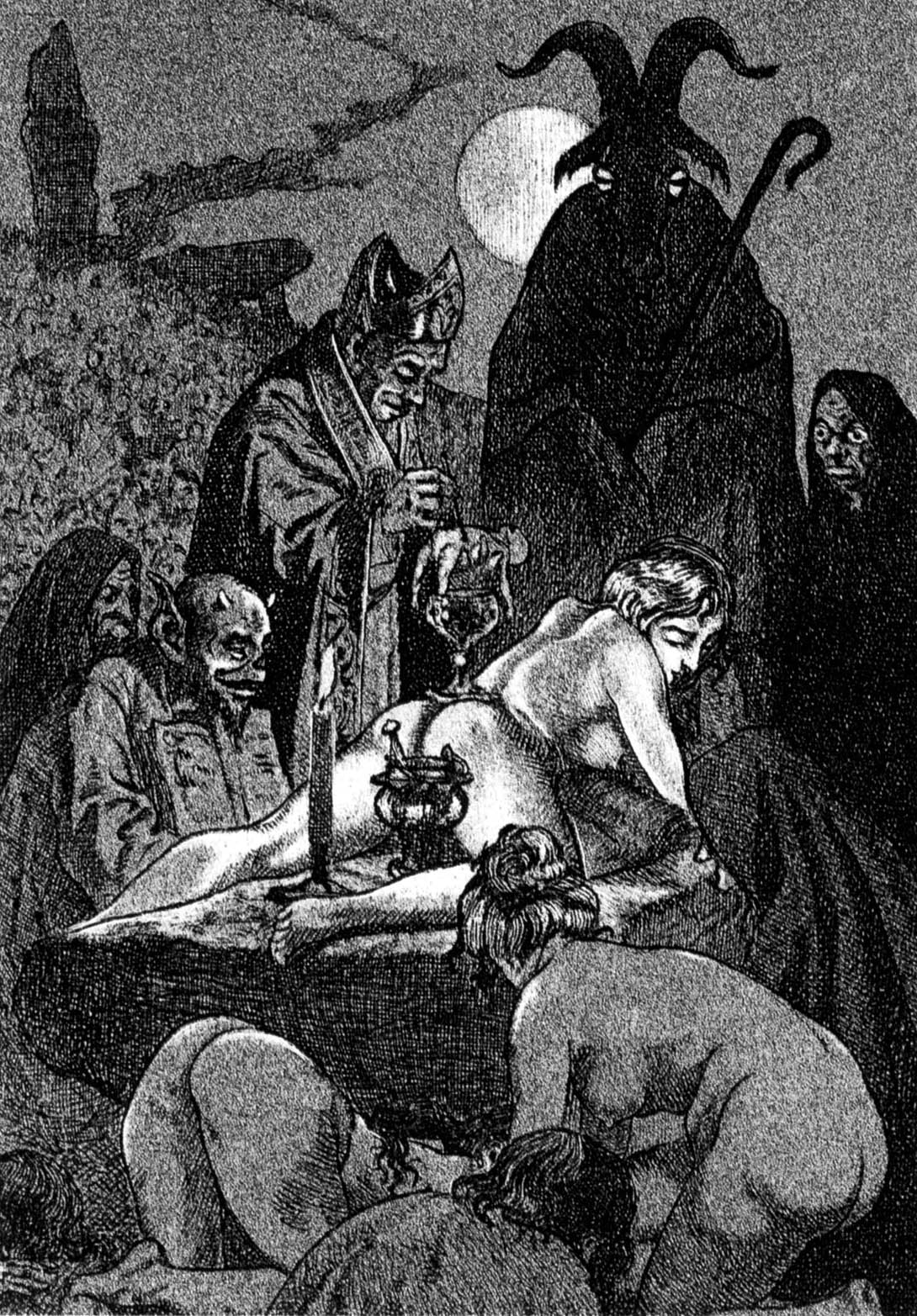
Célébration d'une messe noire avec meurtre rituel d'un nourrisson selon Martin van Maele.

L’abus sexuel ritualisé sataniste est un abus sexuel commis dans un cadre rituel d’inspiration sataniste ou luciférienne, suivi ou non de meurtre rituel, sur des personnes fragiles, souvent des enfants.
La notion est née en 1980, à la suite de la publication d'un ouvrage relatant les entretiens entre un psychiatre canadien et sa patiente, qui témoigne sous hypnose des abus rituels sataniques auxquels elle aurait pris part.
Ce récit est à l'origine d'une vague de panique morale (communément appelée « panique satanique »), principalement aux États-Unis dans les années 1980, avant de se propager dans d'autres régions du monde à la fin des années 1990. 
Dans sa forme la plus extrême, ce récit incluait une conspiration mondiale impliquant une élite de riches et de puissants pour kidnapper ou élever des enfants pour les utiliser dans des sacrifices humains, de la pornographie et de la prostitution. Presque tous les aspects de l'abus rituel sont controversés, y compris sa définition, la source des allégations et leurs preuves, les témoignages des victimes présumées et les affaires judiciaires impliquant les allégations et les enquêtes criminelles. 
Les enquêtes officielles n'ont produit aucune preuve de l'existence d'abus sexuel ritualisé sataniste. Un article paru en 1994 dans le New York Times affirmait que : « Sur les plus de 12 000 accusations documentées à l'échelle nationale, les enquêteurs de la police n'ont pas été en mesure de prouver la moindre allégation d'abus de sectes organisées ». 

## Définition
Le terme « abus rituel » a été employé pour la première fois, en 1980, par un psychiatre canadien nommé Lawrence Pazder (en), qui définit ainsi le phénomène : « Attaques physiques, émotionnelles, mentales et spirituelles répétitives, combinées avec l’usage systématique de symboles, de cérémonies et de manipulations à des fins malveillantes. » Pazder publie cette année l'ouvrage Michelle Remembers, co-écrit avec sa patiente (et future épouse) Michelle Smith.
L’abus rituel est défini dans le Dictionnaire de la psychologie comme : « Une méthode de contrôle des personnes de tous âges consistant en de mauvais traitements physiques, sexuels et psychologiques par l’utilisation de rituels ».
En Grande-Bretagne, le « Working Together Under the Children Act », un document du département de la Santé, destiné à la protection de l'enfance, donne cette définition en 1991 :
« “Abus organisé” est un terme générique qui concerne des abus impliquant un certain nombre d’agresseurs, un certain nombre d’enfants, et qui englobe généralement différentes formes d’abus. […] Un large éventail d’activités sont couvertes par ce terme, allant des petits réseaux de pédophilie ou de pornographie, souvent mais non systématiquement organisés pour faire du profit, dont la plupart des participants se connaissent les uns les autres, aux grands réseaux d’individus ou de familles qui peuvent être répartis plus largement et dans lesquels tous les membres ne se connaissent pas forcément entre eux. Certains groupes organisés peuvent avoir un comportement étrange et ritualisé, parfois associé avec des “croyances” particulières. Cela peut être un puissant mécanisme pour terrifier les enfants maltraités afin qu’ils ne divulguent pas ce qu’ils subissent. »
Dans son « Guide national pour la protection de l’enfance », le site officiel du gouvernement écossais diffuse l’information suivante concernant les abus rituels :
« Certains enfants peuvent être soumis à des problèmes de protection qui s’étendent au-delà de leur environnement de soins immédiats en raison de l’abus rituel. L’abus rituel peut être défini comme des agressions sexuelles, physiques et psychologiques, d’une manière organisée, systématique et durant une longue période de temps. Cela implique l’utilisation de rituels, avec ou sans système de croyances et généralement avec plusieurs agresseurs. Les abus rituels commencent généralement durant la petite enfance et impliquent l’utilisation de modèles d’apprentissage et de développement visant à renforcer les abus et à réduire au silence les victimes [Définition par Ritual Abuse Network Scotland]. Les agresseurs concernés peuvent agir de concert pour abuser les enfants, ou bien utiliser un cadre institutionnel ou un poste d’autorité pour les abus. Cela peut se produire à la fois dans le cadre d’un réseau familial, communautaire ou dans le cadre institutionnel, comme les maisons de soin ou les écoles. De tels abus sont profondément traumatiques pour les enfants qui y sont impliqués. »

## Accusations et témoignages

### Belgique
En 2002, en parallèle de l’affaire Dutroux, Régina Louf accuse Michel Nihoul et d’autres personnes, organisées en réseau de pédocriminalité meurtrier, d’avoir perpétré des abus sexuels ritualisés satanistes. La justice abandonne les poursuites devant l’absence de preuves pour étayer les accusations.

### États-Unis
Lors de l’affaire de l’établissement préscolaire McMartin, qui se révéla totalement basée sur des accusations infondées, la dissimulation d’abus sexuels ritualisés satanistes généralisés fut au centre de l’enquête, comme durant le scandale Franklin.
L'ouvrage de Lawrence Pazder a pour bases ses entretiens avec sa patiente Michelle Smith ; le praticien utilise alors la pratique discréditée de la thérapie de la récupération de la mémoire, faisant faire à Smith des déclarations lugubres sur des abus rituels sataniques dans lesquels elle aurait été impliquée. Les allégations qui surgissent ensuite dans une grande partie des États-Unis concernent des rapports d'abus physiques et sexuels de personnes dans le cadre de rituels occultes ou sataniques.

### France
En 1997, Samir Aouchiche raconte dans L’Enfant sacrifié à Satan ses persécutions par une organisation dénommée « Alliance Kripten » (« Un réseau pédophile mâtiné d’influences satanistes et néonazies », selon VSD). Si Aouchiche a bien été victime de pédophiles, son récit concernant les rituels satanistes n'est pas étayé (pour VSD). Le journaliste Bruno Fouchereau, spécialiste des sectes, publie début 1997 une enquête basée sur le témoignage de Samir: L'enfant sacrifié à Satan. Il interroge notamment des policiers qui disposent de « témoignages précis et concordants faisant état de sévices sexuels infligés à de jeunes enfants à l'occasion de cérémonies sataniques; certains signalaient même des meurtres rituels ». L'affaire est alors évoquée par les médias, comme Le Parisien, VSD et Paris Match. Trois reportages télévisés sont aussi réalisés, respectivement pour les JT de TF1 et France 2 du 6 mars 1997, ainsi que pour le Vrai journal du 16 mars 1997, présenté par Karl Zéro. Cependant, l'ouvrage de Fouchereau est retiré des ventes en fin d'année 1997 sans que l'on sache pourquoi. Selon Aouchiche et Fouchereau, cette secte occultiste présentée comme une émanation (ou une résurgence) de la Golden Dawn ou de l'OTO aurait été active à Paris dans les années 1980-1990 et posséderait des connexions avec l'extrême droite. Enfin, l'article du Parisien rédigé par Fabrice Lhomme et Laurent Valdiguié indique que l'Alliance Kripten était connue des Renseignements Généraux.
Une autre affaire, bien moins médiatisée, est celle du "chauffeur de taxi" parisien. Révélée par le journaliste Dominique Cellura dans son ouvrage sur le satanisme, cette affaire aurait impliqué entre 1985 et 1988 plusieurs enfants violentés par ce chauffeur de taxi qui appartenait à une secte occultiste ayant sévi dans les sous-sols de Paris (catacombes) et de plusieurs autres lieux (carrières sous la forêt de Meudon et d'Issy-les-Moulineaux). Le procès a lieu en 1992 et voit le chauffeur de taxi condamné à du sursis. Jacques Pradel évoque cette affaire sur TF1 dans l'émission Témoin numéro 1 du 18 septembre 1995. C'est une des premières affaires criminelles françaises évoquant l'existence de snuff-movies, réalisés par la secte dans un but à la fois "ludique" et lucratif.
Bruno Fouchereau (cité plus haut) évoque des similitudes entre ces deux affaires, qui se sont déroulées à la même époque (années 1980) et dans la même région (Île de France), et décrit longuement l'affaire révélée par Dominique Cellura dans son livre coécrit avec Samir Aouchiche. Dans un reportage sur les catacombes , La faune étrange des sous-sols de Paris, diffusée sur TF1 le 1er juin 1990 (émission 52 sur la une), le policier Jean-Claude Sarrate fait allusion brièvement à cette affaire.
Véronique Liaigre et ses deux sœurs sont victimes de viols et de viols aggravés entre 1984 et 1997 commis par leurs parents. Véronique Liaigre évoque des abus sexuels ritualisés satanistes, et fait état de tortures et de sacrifice humain, mais la justice ne condamne ses parents, Georges Liaigre et Marie-Pierre Collasseau, que pour les viols.
Mais l'affaire d'abus sexuels ritualisés satanistes la plus connue reste celle révélée dans le documentaire de Viols d'enfants: la fin du silence ? diffusée sur France 3 en 2000. L'affaire présente des similitudes troublantes avec celles du chauffeur de taxi parisien et de l'Alliance Kripten, et se passe à peu près à la même époque.
Stan Maillaud, prétendant lutter contre des « réseaux pédophiles sataniques », dénonce tout un système d'abus sexuel ritualisé sataniste couvert par les instances judiciaires et politiques du pays.

### Royaume-Uni
Michael Horgan, lié au député Cyril Smith, a été accusé d’avoir perpétré six cas d’abus sexuels ritualisés satanistes en 1992. Il est condamné pour cela à dix ans de prison en 2013.

### Allemagne
Johannes Rörig, nommé commissaire national contre la maltraitance des enfants en Allemagne affirme dans une interview que « les abus sexuels rituels existent ». Il a notamment mis en place une commission d'enquête qui entend et interroge les victimes d'abus sexuels, à ce jour plus de 1 600 victimes ont été entendues et 60 ont déclaré avoir subi des abus rituels organisés.

### Italie
En 1998 éclate l’affaire des diables de la région de Basse-Modène, en Émilie-Romagne, dans laquelle, entre 1998 et 2007, une vingtaine de personnes sont arrêtées pour des actes pédophiles impliquant des rites satanistes.

### Pays-Bas
Une enquête sur les abus rituels dans les années 1990 est lancée par la justice, à la suite d'alertes transmises par des travailleurs sociaux. Le groupe de travail spécial chargé par la justice néerlandaise d'investiguer sur le sujet conclut après six mois à l'absence de preuves démontrant l'existence de ces abus, en reconnaissant néanmoins n'avoir pas eu le temps d'enquêter en profondeur sur l'ensemble des cas rapportés. Le groupe de travail recommande la création d'un pôle de spécialistes pour étendre, autant dans la littérature que dans la pratique, les recherches à ce sujet - mais ce pôle n'est pas créé. Peu après, un ouvrage discréditant la thérapie de la récupération de la mémoire paraît, décrédibilisant par là une grande partie des cas d'abus rituels rapportés.
En 1999, une équipe de police est créée pour traiter les crimes sexuels : la LEBZ (Landelijke Expertisegroep Bijzondere Zedenzaken). On adresse à cette équipe tout rapport d'abus sexuels pouvant se rapporter à des abus rituels.
En 2020, une équipe de journalistes d'investigation de l'émission Argos de la station publique néerlandaise NPO Radio 1 publie une longue enquête sur le sujet à la suite d'un appel à témoignages d'abus sexuels ritualisés. Durant leur enquête, les journalistes sont prévenus par un appel anonyme qu'ils sont surveillés. Le lendemain de cet appel, un entrepôt identifié par les journalistes comme lieu de production de pédopornographie est ravagé par les flammes.

## Analyse psychologique des faux abus
Plusieurs explications ont été proposées pour comprendre pourquoi de faux abus ont pu être décrits par des personnes clamant avoir été victimes ou témoins de ces crimes. D'une part, de faux souvenirs ont pu être produits lors de séances d'hypnothérapie. D'autre part, certains témoins souffrent de trouble dissociatif de l'identité,.
L'emballement autour de ces accusations est assimilable à une théorie du complot produite par la panique morale.

## Dans la culture populaire
- La Vilaine Lulu, d’Yves Saint Laurent.
- True Detective (première saison)